# European Le Mans Series 2020
Siedemnasty sezon European Le Mans Series, który rozpocznie się 5 kwietnia na torze Catalunya, a zakończyła się 18 października na torze Portimão. Poza rundą na torze Silverstone wszystkie rundy tej serii były samodzielnymi.

## Lista startowa
Przed sezonem ustalono, że będzie uczestniczyć w tej serii 40 załóg.
| Zespół                                                 | Samochód            | Silnik                        | Opona | Nr | Kierowcy                  | Rundy | Klasa |
| ------------------------------------------------------ | ------------------- | ----------------------------- | ----- | -- | ------------------------- | ----- | ----- |
| United Autosports                                      | Ligier JS P320      | Nissan VK45DE 5.6 L V8        | M     | 2  | Wayne Boyd                |       | LMP3  |
| United Autosports                                      | Ligier JS P320      | Nissan VK45DE 5.6 L V8        | M     | 2  | [ 3 ]                     |       | LMP3  |
| United Autosports                                      | Ligier JS P320      | Nissan VK45DE 5.6 L V8        | M     | 3  | Matthew Bell              |       | LMP3  |
| United Autosports                                      | Ligier JS P320      | Nissan VK45DE 5.6 L V8        | M     | 3  | Andrew Bentley            |       | LMP3  |
| United Autosports                                      | Ligier JS P320      | Nissan VK45DE 5.6 L V8        | M     | 3  | Jim McGuire               |       | LMP3  |
| United Autosports                                      | Oreca 07            | Gibson GK428 V8               | M     | 22 | Filipe Albuquerque        |       | LMP 2 |
| United Autosports                                      | Oreca 07            | Gibson GK428 V8               | M     | 22 | Philip Hanson             |       | LMP 2 |
| United Autosports                                      | Oreca 07            | Gibson GK428 V8               | M     | 32 | Alex Brundle              |       | LMP 2 |
| United Autosports                                      | Oreca 07            | Gibson GK428 V8               | M     | 32 | Will Owen                 |       | LMP 2 |
| United Autosports                                      | Oreca 07            | Gibson GK428 V8               | M     | 32 | Job van Uitert            |       | LMP 2 |
| DKR Engineering                                        | Duqueine M30 – D08  | Nissan VK45DE 5.6 L V8        | M     | 2  | Laurents Hörr             |       | LMP3  |
| DKR Engineering                                        | Duqueine M30 – D08  | Nissan VK45DE 5.6 L V8        | M     | 2  | [ 3 ]                     |       | LMP3  |
| 360 Racing                                             | Ligier JS P320      | Nissan VK45DE 5.6 L V8        | M     | 6  | Terrence Woodward         |       | LMP3  |
| 360 Racing                                             | Ligier JS P320      | Nissan VK45DE 5.6 L V8        | M     | 6  | [ 3 ]                     |       | LMP3  |
| Nielsen Racing                                         | Duqueine M30 – D08  | Nissan VK45DE 5.6 L V8        | M     | 7  | Anthony Wells             |       | LMP3  |
| Nielsen Racing                                         | Duqueine M30 – D08  | Nissan VK45DE 5.6 L V8        | M     | 7  | [ 3 ]                     |       | LMP3  |
| Nielsen Racing                                         | Duqueine M30 – D08  | Nissan VK45DE 5.6 L V8        | M     | 10 | Rob Hodes                 |       | LMP3  |
| Nielsen Racing                                         | Duqueine M30 – D08  | Nissan VK45DE 5.6 L V8        | M     | 10 | [ 3 ]                     |       | LMP3  |
| Realteam Racing                                        | Ligier JS P320      | Nissan VK45DE 5.6 L V8        | M     | 8  | Esteban Garcia            |       | LMP3  |
| Realteam Racing                                        | Ligier JS P320      | Nissan VK45DE 5.6 L V8        | M     | 8  | [ 3 ]                     |       | LMP3  |
| Graff                                                  | Ligier JS P320      | Nissan VK56DE 5.6L V8         | M     | 9  | Arnold Robin              |       | LMP3  |
| Graff                                                  | Ligier JS P320      | Nissan VK56DE 5.6L V8         | M     | 9  | Maxime Robin              |       | LMP3  |
| Graff                                                  | Ligier JS P320      | Nissan VK56DE 5.6L V8         | M     | 9  | Vincent Capillaire        |       | LMP3  |
| Graff                                                  | Oreca 07            | Gibson GK428 V8               | M     | 39 | James Allen               |       | LMP 2 |
| Graff                                                  | Oreca 07            | Gibson GK428 V8               | M     | 39 | Thomas Laurent            |       | LMP 2 |
| Graff                                                  | Oreca 07            | Gibson GK428 V8               | M     | 39 | Alexandre Cougnaud        |       | LMP 2 |
| Eurointernational                                      | Ligier JS P320      | Nissan VK45DE 5.6 L V8        | M     | 11 | Harrison Newey            |       | LMP3  |
| Eurointernational                                      | Ligier JS P320      | Nissan VK45DE 5.6 L V8        | M     | 11 | [ 3 ]                     |       | LMP3  |
| Inter Europol Competition                              | Ligier JS P320      | Nissan VK56DE 5.6L V8         | M     | 13 | Nigel Moore               |       | LMP3  |
| Inter Europol Competition                              | Ligier JS P320      | Nissan VK56DE 5.6L V8         | M     | 13 | [ 3 ]                     |       | LMP3  |
| Inter Europol Competition                              | Ligier JS P320      | Nissan VK56DE 5.6L V8         | M     | 14 | Paul Scheuschner          |       | LMP3  |
| Inter Europol Competition                              | Ligier JS P320      | Nissan VK56DE 5.6L V8         | M     | 14 | [ 3 ]                     |       | LMP3  |
| Inter Europol Competition                              | Ligier JS P217      | Gibson GK428 V8               | M     | 33 | Alex Müller               |       | LMP 2 |
| Inter Europol Competition                              | Ligier JS P217      | Gibson GK428 V8               | M     | 33 | [ 3 ]                     |       | LMP 2 |
| Inter Europol Competition                              | Ligier JS P217      | Gibson GK428 V8               | M     | 34 | Jakub Śmiechowski         |       | LMP 2 |
| Inter Europol Competition                              | Ligier JS P217      | Gibson GK428 V8               | M     | 34 | Mathias Beche             |       | LMP 2 |
| RLR MSport                                             | Ligier JS P320      | Nissan VK45DE 5.6 L V8        | M     | 15 | Martin Vedel Mortensen    |       | LMP3  |
| RLR MSport                                             | Ligier JS P320      | Nissan VK45DE 5.6 L V8        | M     | 15 | [ 3 ]                     |       | LMP3  |
| IDEC Sport                                             | Ligier JS P320      | Nissan VK56DE 5.6L V8         | M     | 17 | Patrice Lafargue          |       | LMP3  |
| IDEC Sport                                             | Ligier JS P320      | Nissan VK56DE 5.6L V8         | M     | 17 | [ 3 ]                     |       | LMP3  |
| IDEC Sport                                             | Oreca 07            | Gibson GK428 V8               | M     | 29 | Richard Bradley           |       | LMP 2 |
| IDEC Sport                                             | Oreca 07            | Gibson GK428 V8               | M     | 29 | Paul-Loup Chatin          |       | LMP 2 |
| IDEC Sport                                             | Oreca 07            | Gibson GK428 V8               | M     | 29 | Paul Lafargue             |       | LMP 2 |
| High Class Racing                                      | Oreca 07            | Gibson GK428 V8               | M     | 20 | Dennis Andersen           |       | LMP 2 |
| High Class Racing                                      | Oreca 07            | Gibson GK428 V8               | M     | 20 | Anders Fjordbach          |       | LMP 2 |
| DragonSpeed                                            | Oreca 07            | Gibson GK428 V8               | M     | 29 | Ryan Cullen               |       | LMP 2 |
| DragonSpeed                                            | Oreca 07            | Gibson GK428 V8               | M     | 29 | Ben Hanley                |       | LMP 2 |
| DragonSpeed                                            | Oreca 07            | Gibson GK428 V8               | M     | 29 | Memo Rojas                |       | LMP 2 |
| Algarve Pro Racing                                     | Oreca 07            | Gibson GK428 V8               | G     | 24 | Henning Enqvist           |       | LMP 2 |
| Algarve Pro Racing                                     | Oreca 07            | Gibson GK428 V8               | G     | 24 | [ 3 ]                     |       | LMP 2 |
| Algarve Pro Racing                                     | Oreca 07            | Gibson GK428 V8               | G     | 25 | John Falb                 |       | LMP 2 |
| Algarve Pro Racing                                     | Oreca 07            | Gibson GK428 V8               | G     | 25 | [ 3 ]                     |       | LMP 2 |
| G-Drive Racing                                         | Aurus 01            | Gibson GK428 V8               | M     | 26 | Roman Rusinow             |       | LMP 2 |
| G-Drive Racing                                         | Aurus 01            | Gibson GK428 V8               | M     | 26 | [ 3 ]                     |       | LMP 2 |
| Ultimate                                               | Oreca 07            | Gibson GK428 V8               | M     | 29 | Jean-Baptiste Lahaye      |       | LMP 2 |
| Ultimate                                               | Oreca 07            | Gibson GK428 V8               | M     | 29 | [ 3 ]                     |       | LMP 2 |
| Duqueine Engineering                                   | Oreca 07            | Gibson GK428 V8               | M     | 30 | Tristan Gommendy          |       | LMP 2 |
| Duqueine Engineering                                   | Oreca 07            | Gibson GK428 V8               | M     | 30 | Jonathan Hirschi          |       | LMP 2 |
| Duqueine Engineering                                   | Oreca 07            | Gibson GK428 V8               | M     | 30 | Konstantin Tierieszczenko |       | LMP 2 |
| Panis Racing                                           | Oreca 07            | Gibson GK428 V8               | G     | 31 | Julien Canal              |       | LMP 2 |
| Panis Racing                                           | Oreca 07            | Gibson GK428 V8               | G     | 31 | Nico Jamin                |       | LMP 2 |
| Panis Racing                                           | Oreca 07            | Gibson GK428 V8               | G     | 31 | Will Stevens              |       | LMP 2 |
| BHK Motorsport                                         | Oreca 07            | Gibson GK428 V8               | G     | 35 | Francesco Dracone         |       | LMP 2 |
| BHK Motorsport                                         | Oreca 07            | Gibson GK428 V8               | G     | 35 | [ 3 ]                     |       | LMP 2 |
| BHK Motorsport                                         | Oreca 07            | Gibson GK428 V8               | G     | 35 | [ 3 ]                     |       | LMP 2 |
| Cool Racing                                            | Oreca 07            | Gibson GK428 V8               | M     | 37 | Nicolas Lapierre          |       | LMP 2 |
| Cool Racing                                            | Oreca 07            | Gibson GK428 V8               | M     | 37 | [ 3 ]                     |       | LMP 2 |
| Cool Racing                                            | Oreca 07            | Gibson GK428 V8               | M     | 37 | [ 3 ]                     |       | LMP 2 |
| Thunderhead Carlin Racing                              | Dallara P217        | Gibson GK428 V8               | G     | 45 | Jack Manchester           |       | LMP 2 |
| Thunderhead Carlin Racing                              | Dallara P217        | Gibson GK428 V8               | G     | 45 | [ 3 ]                     |       | LMP 2 |
| Thunderhead Carlin Racing                              | Dallara P217        | Gibson GK428 V8               | G     | 45 | [ 3 ]                     |       | LMP 2 |
| Richard Mille Racing AlpineRichard Mille Racing Alpine | Alpine A470         | Gibson GK428 V8               | M     | 50 | Tatiana Calderón          |       | LMP 2 |
| Richard Mille Racing AlpineRichard Mille Racing Alpine | Alpine A470         | Gibson GK428 V8               | M     | 50 | Sophia Flörsch            |       | LMP 2 |
| Richard Mille Racing AlpineRichard Mille Racing Alpine | Alpine A470         | Gibson GK428 V8               | M     | 50 | Katherine Legge           |       | LMP 2 |
| AF Corse                                               | Ferrari 488 GTE Evo | Ferrari F154CB 3.9 L Turbo V8 | G     | 51 | Christoph Ulrich          |       | LMGTE |
| AF Corse                                               | Ferrari 488 GTE Evo | Ferrari F154CB 3.9 L Turbo V8 | G     | 51 | [ 3 ]                     |       | LMGTE |
| Spirit of Race                                         | Ferrari 488 GTE Evo | Ferrari F154CB 3.9 L Turbo V8 | G     | 55 | Duncan Cameron            |       | LMGTE |
| Spirit of Race                                         | Ferrari 488 GTE Evo | Ferrari F154CB 3.9 L Turbo V8 | G     | 55 | [ 3 ]                     |       | LMGTE |
| Iron Lynx                                              | Ferrari 488 GTE Evo | Ferrari F154CB 3.9 L Turbo V8 | G     | 60 | Claudio Schiavoni         |       | LMGTE |
| Iron Lynx                                              | Ferrari 488 GTE Evo | Ferrari F154CB 3.9 L Turbo V8 | G     | 60 | [ 3 ]                     |       | LMGTE |
| Iron Lynx                                              | Ferrari 488 GTE Evo | Ferrari F154CB 3.9 L Turbo V8 | G     | 83 | Manuela Gostner           |       | LMGTE |
| Iron Lynx                                              | Ferrari 488 GTE Evo | Ferrari F154CB 3.9 L Turbo V8 | G     | 83 | [ 3 ]                     |       | LMGTE |
| JMW Motorsport                                         | Ferrari 488 GTE Evo | Ferrari F154CB 3.9 L Turbo V8 | G     | 66 | Gunnar Jeannette          |       | LMGTE |
| JMW Motorsport                                         | Ferrari 488 GTE Evo | Ferrari F154CB 3.9 L Turbo V8 | G     | 66 | [ 3 ]                     |       | LMGTE |
| Kessel Racing                                          | Ferrari 488 GTE Evo | Ferrari F154CB 3.9 L Turbo V8 | G     | 69 | Wei Lu                    |       | LMGTE |
| Kessel Racing                                          | Ferrari 488 GTE Evo | Ferrari F154CB 3.9 L Turbo V8 | G     | 69 | [ 3 ]                     |       | LMGTE |
| Kessel Racing                                          | Ferrari 488 GTE Evo | Ferrari F154CB 3.9 L Turbo V8 | G     | 74 | Michał Broniszewski       |       | LMGTE |
| Kessel Racing                                          | Ferrari 488 GTE Evo | Ferrari F154CB 3.9 L Turbo V8 | G     | 74 | [ 3 ]                     |       | LMGTE |
| Dempsey-Proton Racing                                  | Porsche 911 RSR     | Porsche 4.0 L Flat-6          | G     | 77 | Michele Beretta           |       | LMGTE |
| Dempsey-Proton Racing                                  | Porsche 911 RSR     | Porsche 4.0 L Flat-6          | G     | 77 | [ 3 ]                     |       | LMGTE |
| Proton Competition                                     | Porsche 911 RSR     | Porsche 4.0 L Flat-6          | G     | 88 | Richard Lietz             |       | LMGTE |
| Proton Competition                                     | Porsche 911 RSR     | Porsche 4.0 L Flat-6          | G     | 88 | [ 3 ]                     |       | LMGTE |

## Wyniki
Pogrubienie oznacza zwycięzców wyścigu bez podziału na kategorie.
| Runda | Tor               | Zwycięzcy LMP2                            | Zwycięzcy LMP3                       | Zwycięzcy LMGTE                                   | Wyniki             |
| ----- | ----------------- | ----------------------------------------- | ------------------------------------ | ------------------------------------------------- | ------------------ |
| 1     | Le Castellet      | #32 United Autosports                     | #2 United Autosports                 | #77 Proton Competition                            | Wyniki szczegółowe |
| 1     | Le Castellet      | Alex Brundle Will Owen Job van Uitert     | Wayne Boyd Tom Gamble Robert Wheldon | Michele Beretta Alessio Picariello Christian Ried | Wyniki szczegółowe |
| 2     | Spa-Francorchamps | #22 United Autosports                     | #2 United Autosports                 | #74 Kessel Racing                                 | Wyniki szczegółowe |
| 2     | Spa-Francorchamps | Filipe Albuquerque Philip Hanson          | Wayne Boyd Tom Gamble Robert Wheldon | Michał Broniszewski Marcos Gomes David Perel      | Wyniki szczegółowe |
| 3     | Le Castellet      | #22 United Autosports                     | #8 Realteam Racing                   | #55 Spirit of Race                                | Wyniki szczegółowe |
| 3     | Le Castellet      | Filipe Albuquerque Philip Hanson          | Esteban Garcia David Droux           | Duncan Cameron Matt Griffin Aaron Scott           | Wyniki szczegółowe |
| 4     | Monza             | #22 United Autosports                     | #13 Inter Europol Competition        | #74 Kessel Racing                                 | Wyniki szczegółowe |
| 4     | Monza             | Filipe Albuquerque Philip Hanson          | Martin Hippe Dino Lunardi            | Michał Broniszewski Nicola Cadei David Perel      | Wyniki szczegółowe |
| 5     | Portimão          | #26 G-Drive Racing                        | #2 United Autosports                 | #77 Proton Competition                            | Wyniki szczegółowe |
| 5     | Portimão          | Mikkel Jensen Roman Rusinov Nyck de Vries | Wayne Boyd Tom Gamble Robert Wheldon | Michele Beretta Alessio Picariello Christian Ried | Wyniki szczegółowe |

## Klasyfikacje generalne
| Legenda oznaczeń w tabelach wyników Wyświetl szablon na nowej stronie | Legenda oznaczeń w tabelach wyników Wyświetl szablon na nowej stronie                                                                     |
| Oznaczenie                                                            | Wyjaśnienie |
| --------------------------------------------------------------------- | --- |
| Złoty                                                                 | Zwycięzca lub mistrzostwo |
| Srebrny                                                               | 2. miejsce lub wicemistrzostwo |
| Brązowy                                                               | 3. miejsce lub II wicemistrzostwo |
| Zielony                                                               | Ukończył, punktował (w klasyfikacji generalnej, gdy zdobył co najmniej jeden punkt na przestrzeni sezonu, poza trzema powyższymi opcjami) |
| Niebieski                                                             | Ukończył, nie punktował (w klasyfikacji generalnej, gdy nie zdobył co najmniej jednego punktu na przestrzeni sezonu)                      |
| Czerwony                                                              | Nie zakwalifikował się (NZ) |
| Czerwony                                                              | Nie prekwalifikował się (NPK) |
| Różowy                                                                | Nie ukończył (NU) |
| Różowy                                                                | Niesklasyfikowany (NS) (w klasyfikacji generalnej, gdy nie został sklasyfikowany w żadnym wyścigu sezonu)                                 |
| Czarny                                                                | Zdyskwalifikowany (DK) |
| Czarny                                                                | Wykluczony (WYK/EX) |
| Biały                                                                 | Nie wystartował (NW) |
| Biały                                                                 | Kontuzjowany (K/INJ) |
| Biały                                                                 | Wyścig odwołany (OD/C) |
| Bez koloru                                                            | Został wycofany (WYC/WD) |
| Bez koloru                                                            | Nie przybył (NP/DNA) |
| Bez koloru                                                            | Nie brał udziału w treningach (NT/DNP) |
| Bez koloru                                                            | Nie został zgłoszony (–) |
| Pogrubienie                                                           | Start z pole position |
| Kursywa                                                               | Najszybsze okrążenie wyścigu |
| †                                                                     | Nie ukończył, ale jego rezultat został zaliczony ze względu na przejechanie więcej niż 90% dystansu wyścigu.                              |
| *                                                                     | Sezon w trakcie |
| 1/2/3                                                                 | Punktowana pozycja w sprincie kwalifikacyjnym                                                                                             |
| Lista systemów punktacji Formuły 1                                    | |

### Klasyfikacja LMP2
| Poz. | Zespół | BAR | MNZ | CAS | SIL | SPA | POR | Pkt. |
| ---- | ------ | --- | --- | --- | --- | --- | --- | ---- |

### Klasyfikacja LMP3
| Poz. | Zespół | BAR | MNZ | CAS | SIL | SPA | POR | Pkt. |
| ---- | ------ | --- | --- | --- | --- | --- | --- | ---- |

### Klasyfikacja GTE
| Poz. | Zespół | BAR | MNZ | CAS | SIL | SPA | POR | Pkt. |
| ---- | ------ | --- | --- | --- | --- | --- | --- | ---- |